# Codi ATC B05
El  codi ATC B05, descrit com Substituts del plasma i solucions per a perfusió, és una subgrup terapèutic de l'Anatomical, Therapeutic, Chemical Classification System (ATC). La classificació ATC és un sistema de codis alfanumèric desenvolupat per l'Organització Mundial de la Salut (OMS) per als fàrmacs i altres productes sanitaris. El subgrup B05 és part del grup anatòmic B Sang i òrgans hematopoètics.

Els codis per a ús veterinari (codis ATCvet) poden han estat creats afegint la lletra Q davant dels codis ATC humans: QB05... 
Les adaptacions estatals de la classificació ATC poden incloure codis addicionals no presents en aquesta llista, que segueix la versió de l'OMS.

## B05A Sang i productes relacionats
B05A A Substituts del plasma i fraccions proteiques del plasma

## B05BSolucions intravenoses(I.V.)
B05B A Solucions per a nutrició parenteral
B05B B Solucions que modifiquen el balanç electrolític
B05B C Solucions que produeixen diüresi osmòtica

## B05C Solucions d'irrigació
B05C A Agents antiinfecciosos
B05C B Solucions salines
B05C X Altres solucions per a irrigació

## B05D Solucions per adiàlisiperitoneal
B05D A Solucions isotòniques
B05D B Solucions hipertòniques

## B05X Additius per a solucions I.V.
B05X A Solucions electrolítiques
B05X B Aminoàcids
B05X C Vitamines
B05X X Altres additius per a solucions I.V.

## B05Z Solucions per ahemodiàlisisihemofiltració
B05Z A Concentrats per a hemodiàlisis
B05Z B Hemofiltrats